# Tipula duséni
Tipula duséni är en tvåvingeart som beskrevs av Alexander 1920. Tipula duséni ingår i släktet Tipula och familjen storharkrankar. Inga underarter finns listade i Catalogue of Life.